# هارولد سولومون
هارولد سولومون (بالإنجليزية: Harold Solomon)‏ مواليد 17 سبتمبر 1952 في واشنطن العاصمة، الولايات المتحدة، هو لاعب كرة مضرب أمريكي سابق بدأ مسيرته كمحترف سنة 1972 وكان يلعب باليد اليمنى، اعتزل اللعب في 1986. أعلى تصنيف له في الفردي كان المركز الـ 5 في سنة 1980.

## روابط خارجية
- هارولد سولومون على موقع رابطة محترفي التنس (الإنجليزية)
- هارولد سولومون على موقع الاتحاد الدولي لكرة المضرب (الإنجليزية)
- هارولد سولومون على موقع كأس ديفيز (الإنجليزية)
- هارولد سولومون على موقع خلاصة التنس.كوم (الإنجليزية)